# 鲁河乡 (龙江县)
鲁河乡，是中华人民共和国黑龙江省齐齐哈尔市龍江縣下辖的一个乡镇级行政单位。

## 行政区划
鲁河乡下辖以下地区：
鲁河村、先锋村、三道沟村、四撮房村、黑里沟村、繁荣村和龙德村。